# 杞州 (河南省)
杞州（きしゅう）は、中国にかつて存在した州。
596年（開皇16年）、隋により設置された。606年（大業2年）に廃止となり、管轄県は宋州に移管された。

## 下部行政区画
- 雍丘県
- 襄邑県